# Худт, Уэсли
Уэсли Худт (нидерл. Wesley Hoedt; род. 6 марта 1994, Алкмар, Северная Голландия) — нидерландский футболист, центральный защитник саудовского клуба «Аш-Шабаб». Выступал за сборную Нидерландов.

## Клубная карьера
Родился 6 марта 1994 года в городе Алкмар. Воспитанник академии местного клуба АЗ. 12 декабря 2013 года провёл свою первую игру за основную команду АЗ, выйдя на поле в матче Лиги Европы против клуба ПАОК. Со следующего сезона стал основным игроком центра защиты алкмарской команды.
Летом 2015 года молодой защитник покинул нидерландский клуб и на правах свободного агента заключил контракт с итальянским «Лацио».
22 августа 2017 года перешёл в английский «Саутгемптон», с которым заключил пятилетний контракт. Сумма трансфера составила 15 млн фунтов. Вице-президент клуба Лес Рид охарактеризовал новичка как «одного из самых многообещающих молодых защитников в Европе».
В январе 2019 года перешёл в «Сельту» на правах аренды.

## Выступления за сборные
В 2004 году дебютировал в составе юношеской сборной Нидерландов, принял участие в 4 играх на юношеском уровне.
С 2013 года привлекается в состав молодёжной сборной Нидерландов. Сейчас на молодёжном уровне сыграл в 6 официальных матчах.

## Статистика

### Матчи Худта за сборную Нидерландов
| Матчи Худта за сборную Нидерландов | Матчи Худта за сборную Нидерландов | Матчи Худта за сборную Нидерландов | Матчи Худта за сборную Нидерландов | Матчи Худта за сборную Нидерландов | Матчи Худта за сборную Нидерландов |
| ---------------------------------- | ---------------------------------- | ---------------------------------- | ---------------------------------- | ---------------------------------- | ---------------------------------- |
| №                                  | Дата                               | Соперник                           | Счёт                               | Голы Худта                         | Соревнование                       |
| 1                                  | 25 марта 2017                      | Болгария                           | 0:2                                | —                                  | Чемпионат мира 2018 (отбор)        |
| 2                                  | 28 марта 2017                      | Италия                             | 1:2                                | —                                  | Товарищеский матч                  |
| 3                                  | 31 мая 2017                        | Марокко                            | 2:1                                | —                                  | Товарищеский матч                  |
| 4                                  | 9 июня 2017                        | Люксембург                         | 5:0                                | —                                  | Чемпионат мира 2018 (отбор)        |
| 5                                  | 31 августа 2017                    | Франция                            | 0:4                                | —                                  | Чемпионат мира 2018 (отбор)        |
| 6                                  | 3 сентября 2017                    | Болгария                           | 3:1                                | —                                  | Чемпионат мира 2018 (отбор)        |

Итого: 6 матчей / 0 голов; 3 победы, 0 ничьих, 3 поражения.